# Phragmatobia pluto
Phragmatobia pluto là một loài bướm đêm thuộc phân họ Arctiinae, họ Erebidae.